# Espeja
Espeja – gmina w Hiszpanii, w prowincji Salamanka, w Kastylii i León, o powierzchni 98,4 km². W 2011 roku gmina liczyła 265 mieszkańców.